# デイリー・メール
『デイリー・メール』（Daily Mail）は、1896年創刊のイギリスでもっとも古いタブロイド紙。発行部数は『ザ・サン』（The Sun）紙に次いで第2位。

## 概説
日刊紙として発行部数100万を超えた最初の新聞。
イギリスでは社会階層によって購読する新聞がはっきり分かれており、タイムズやガーディアンなど富裕な上流層を対象とする高級紙に対し、デイリー・メールは中下流の読者層をターゲットとしている大衆紙である。編集傾向は右派寄りで、反リベラリズムの傾向が強い。ライバル紙の『デイリー・エクスプレス』（Daily Express）とは対象とする読者層や政治的観点が似ているが、発行部数では3倍以上の差を付けている。

## 歴史
『デイリー・メール』は、アルフレッド・ハームズワース（のちに授爵されてノースクリフ子爵）とハロルド・ハームズワース（同じくロザミア子爵）の兄弟によって、1896年5月4日に当時の一般紙とは一線を画す新聞として創刊された。内容を大衆向きなものとし、記事も短く分かりやすくした。また他の日刊紙が軒並み1ペニーだったなか、『デイリー・メール』は1/2ペニーとした。そのため同紙は創刊早々に大きな成功を収め、間もなく発行部数は50万部を突破した。
1906年、この新聞は世界初の英仏海峡横断飛行に対して1,000ポンド、ロンドン - マンチェスター間の飛行に対して10,000ポンドの賞金を出す。1910年にどちらの飛行も成功し、賞金が支払われた（ロンドン・マンチェスター間についての詳細は、同記事を参照されたい）。
この新聞はドイツ帝国が大英帝国に戦争を仕掛ける計画を進めているという記事を載せた。その結果、第一次世界大戦勃発の後、戦争を招いたとして批判される。大戦が勃発した際は、アルフレッドが徴兵制導入を主張して論争を引き起こした。また、1915年5月21日には英雄と考えられていた当時の陸軍大臣キッチナーに関してこの新聞は辛辣な批判記事を載せたため、一晩で発行部数が138.6万部から23.8万部まで落ちた。ロンドン証券取引所の会員1500人が売れ残りの新聞を燃やして抗議し、ボイコットを始める。当時の首相アスキスは「わが国を破壊する新聞である」と非難した。 
キッチナーが死去した際、この新聞はその死を大英帝国の幸運と評した。この新聞はその後、アスキス首相の批判運動を繰り広げ、1916年12月に首相は辞任する。後任のロイド＝ジョージ首相はアルフレッドの政府批判をかわすため、彼に入閣を要請するが断られている。
1922年、アルフレッド・ハームズワースが亡くなると、ハロルド・ハームズワースがすべての経営を行うようになった。
1926年、発行部数が200万部を記録した。
1971年、通常版からタブロイドサイズになった。
1982年には姉妹紙 "The Mail on Sunday" が創刊された。
2016年、イギリスのEU離脱に関し、同紙は反グローバリズムの立場で連日離脱支持の論陣を張った。業を煮やしたキャメロン首相は、社主でハロルドの曾孫のジョナサン・ハームズワース（第4代ロザミア子爵）を呼びつけ、当時のポール・デイカー編集長の解任を要求した。ジョナサンは「編集権の独立」を理由にキャメロンの要求をはねつけた。
2017年2月4日、デイリー・メールは地球温暖化に関するデータが操作されていて、世界中の指導者は騙されているという記事を掲載した。記事の主張を裏付ける根拠はなかったが、FOXニュース、ブライトバート・ニュース・ネットワークなどの右派メディアはデイリー・メールの主張をそのまま拡散し、合計50万回以上シェアされた。一方で、デイリー・メールの主張をファクトチェックしたニューヨーク・タイムズ、スノープス、Ars Technicaなどの記事は合計6万回しかシェアされなかった。
同年2月8日、英語版ウィキペディアはデイリー・メールを「信頼できない情報源」とし、引用を禁止した。
2023年6月16日、下院議員を辞職した元首相のジョンソンをコラムニストとして招聘したことを発表した。
2023年12月8日、北海道函館市の海岸に大量の死んだイワシなどが漂着したことについて、「福島から放射性物質を含んだ水が放出されて3カ月後に起きた」と言及。「処理水放出が生態系に打撃を与えたとの臆測を引き起こすものだ」と報道したが、漂着と海洋放出を結びつける根拠は提示しなかった。